# コンセプシオン地震
チリ・コンセプシオン地震（チリ・コンセプシオン地震、1751 Concepcion earthquake）は、1751年5月25日にチリのファン・フェルナンデス諸島沖で発生した巨大地震。
地震の規模はM（マグニチュード）8.5と推定されており、地震と津波によってコンセプシオンをはじめとする太平洋沿岸部の各都市が大きな被害を受けた。

## 概要

ファン・フェルナンデス諸島の位置。

この巨大地震によって、チリのコンセプシオンは壊滅状態へと陥った。また、ファン・フェルナンデス諸島では、諸島にある町が津波によって重大な被害を出し、船が沈没した。また太平洋を挟み地理から遠く離れた日本でも被害が出たと記録されており、例えば『大槌官職記』によると、陸中国（現在の岩手県）大槌では数々の民家や田畑が浸水したされる。                                                                  

## 脅威
チリでは、100 - 150年周期でマグニチュード8.0以上の地震が発生しており、本地震はそのうちの一つとされる。
| 順位 | 地震名             | 発生年 | 規模 |
| ---- | ------------------ | ------ | ---- |
| 1位  | チリ地震           | 1960年 | 9.5  |
| 2位  | アリカ地震         | 1868年 | 9.1  |
| 3位  | イキケ地震         | 1877年 | 9.0  |
| 4位  | リマ・カヤオ沖地震 | 1746年 | 8.9  |
| 4位  | リマ・カヤオ沖地震 | 1687年 | 8.9  |
| 6位  | マウレ地震         | 2010年 | 8.8  |
| 7位  | バルパライソ地震   | 1730年 | 8.7  |
| 8位  | コンセプシオン地震 | 1751年 | 8.5  |

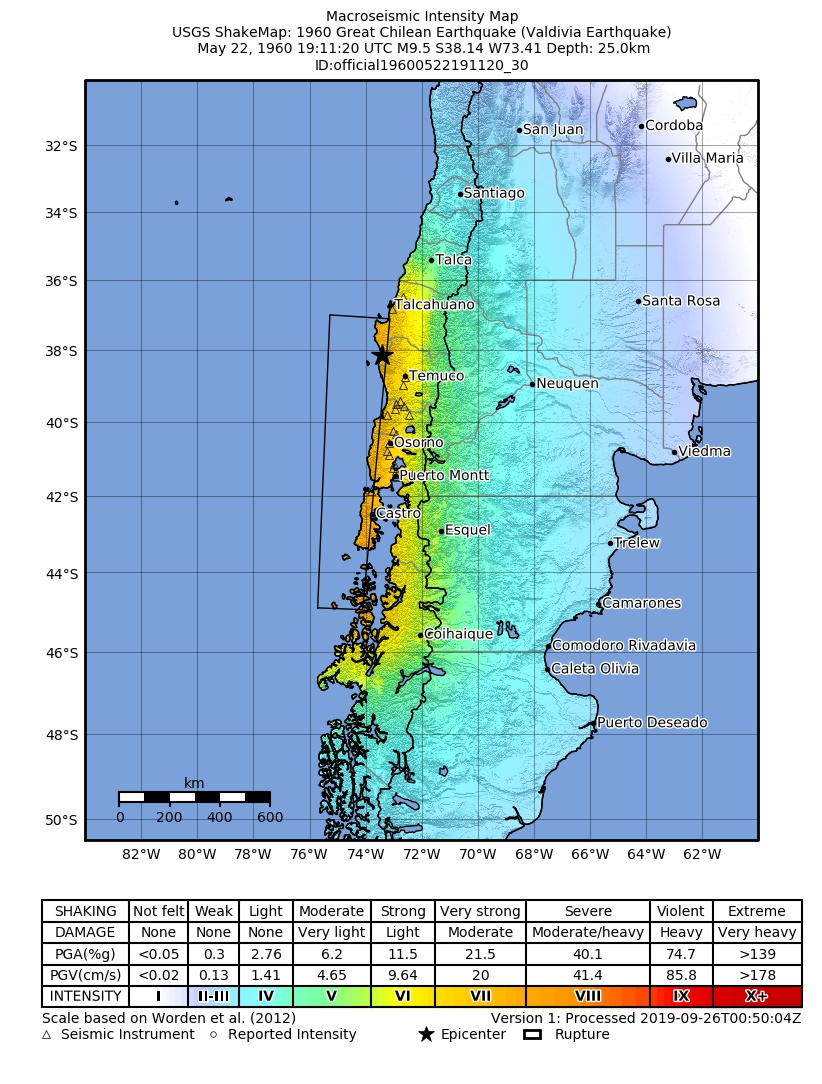
チリ地震(1960年)の時の震度分布図。

上記のようにチリでは地震が多く、津波が多く発生してきたが、他方でチリには海辺にある都市が多く、アントファガスタ、ビニャデルマール、バルパライソなどの、人口の多い都市の被害を抑制するため、政府は数々の対策を行ってきた。
1960年に発生したマグニチュード9.5のチリ地震においては、バルディビアでメルカリ震度階級X、プエルトモントではX - XIの激しい揺れを観測したと推定されており、政府はこの地震を受け、1960年代から新しく地震に強い建築基準を導入した。建築基準は1972年に改正され、さらに厳格化された。また、2005年には、P波を早急に受け取り、情報を高速で公共機関や市民に伝えるという地震の早期警報システムの開発を始め、2012年に完成して導入され、国民が早急に避難ができるようになった。また、教育の一部に地震学や防災を取り入れ、子供たちにも地震教育が行き届くようになるなどして、地震への耐性を高める政策を進めている。

## 関連科目
- 超巨大地震
- チリ地震 (1960年)
- 巨大地震